# Le Jardin
Pour les articles homonymes, voir Jardin (homonymie).
Le Jardin est une ancienne commune française située dans le département de la Corrèze et la région Nouvelle-Aquitaine.
Depuis le 1er janvier 2022, elle a fusionné avec Montaignac-Saint-Hippolyte pour former la commune nouvelle de Montaignac-sur-Doustre,.
Ses habitants sont appelés les Jardinois.

## Géographie
Commune du Massif central située au sud d'Égletons. Elle fait partie du Pays d’Égletons. Elle est arrosée par le Doustre.

### Lieux-dits
La Cabane, les Carderies, la Combe Haute, Fioux, Marcouyeux, Puy Habilier, la Ramade.

### Climat
Le climat qui caractérise la commune est qualifié, en 2010, de « climat de montagne », selon la typologie des climats de la France qui compte alors huit grands types de climats en métropole. En 2020, la commune ressort du même type de climat dans la classification établie par Météo-France, qui ne compte désormais, en première approche, que cinq grands types de climats en métropole. Pour ce type de climat, la température décroît rapidement en fonction de l'altitude. On observe une nébulosité minimale en hiver et maximale en été. Les vents et les précipitations varient notablement selon le lieu.
Les paramètres climatiques qui ont permis d’établir la typologie de 2010 comportent six variables pour les températures et huit pour les précipitations, dont les valeurs correspondent à la normale 1971-2000. Les sept principales variables caractérisant la commune sont présentées dans l'encadré ci-après.
| Paramètres climatiques communaux sur la période 1971-2000 - Moyenne annuelle de température : 10 °C - Nombre de jours avec une température inférieure à −5 °C : 5,1 j - Nombre de jours avec une température supérieure à 30 °C : 3,9 j - Amplitude thermique annuelle : 15 °C - Cumuls annuels de précipitation : 1 296 mm - Nombre de jours de précipitation en janvier : 13,8 j - Nombre de jours de précipitation en juillet : 8,3 j |

Avec le changement climatique, ces variables ont évolué. Une étude réalisée en 2014 par la Direction générale de l'Énergie et du Climat complétée par des études régionales prévoit en effet que la  température moyenne devrait croître et la pluviométrie moyenne baisser, avec toutefois de fortes variations régionales. Ces changements peuvent être constatés sur la station météorologique de Météo-France la plus proche, « Marcillac », sur la commune de Marcillac-la-Croisille, mise en service en 1963 et qui se trouve à 5 km à vol d'oiseau,, où la température moyenne annuelle est de 10,6 °C et la hauteur de précipitations de 1 333,4 mm pour la période 1981-2010.
Sur la station météorologique historique la plus proche, « Brive », sur la commune de Brive-la-Gaillarde,  mise en service en 1987 et à 43 km, la température moyenne annuelle évolue de 12,7 °C pour la période 1971-2000, à 12,7 °C pour 1981-2010, puis à 13,0 °C pour 1991-2020.

## Urbanisme

### Typologie
Le Jardin est une commune rurale,. Elle fait en effet partie des communes peu ou très peu denses, au sens de la grille communale de densité de l'Insee,.
Par ailleurs la commune fait partie de l'aire d'attraction de Tulle, dont elle est une commune de la couronne. Cette aire, qui regroupe 44 communes, est catégorisée dans les aires de moins de 50 000 habitants,.

### Occupation des sols
L'occupation des sols de la commune, telle qu'elle ressort de la base de données européenne d’occupation biophysique des sols Corine Land Cover (CLC), est marquée par l'importance des forêts et milieux semi-naturels (84,4 % en 2018), une proportion sensiblement équivalente à celle de 1990 (84,6 %). La répartition détaillée en 2018 est la suivante : 
forêts (81,9 %), prairies (8,5 %), zones agricoles hétérogènes (7,2 %), milieux à végétation arbustive et/ou herbacée (2,5 %).
L'évolution de l’occupation des sols de la commune et de ses infrastructures peut être observée sur les différentes représentations cartographiques du territoire : la carte de Cassini (XVIIIe siècle), la carte d'état-major (1820-1866) et les cartes ou photos aériennes de l'IGN pour la période actuelle (1950 à aujourd'hui).

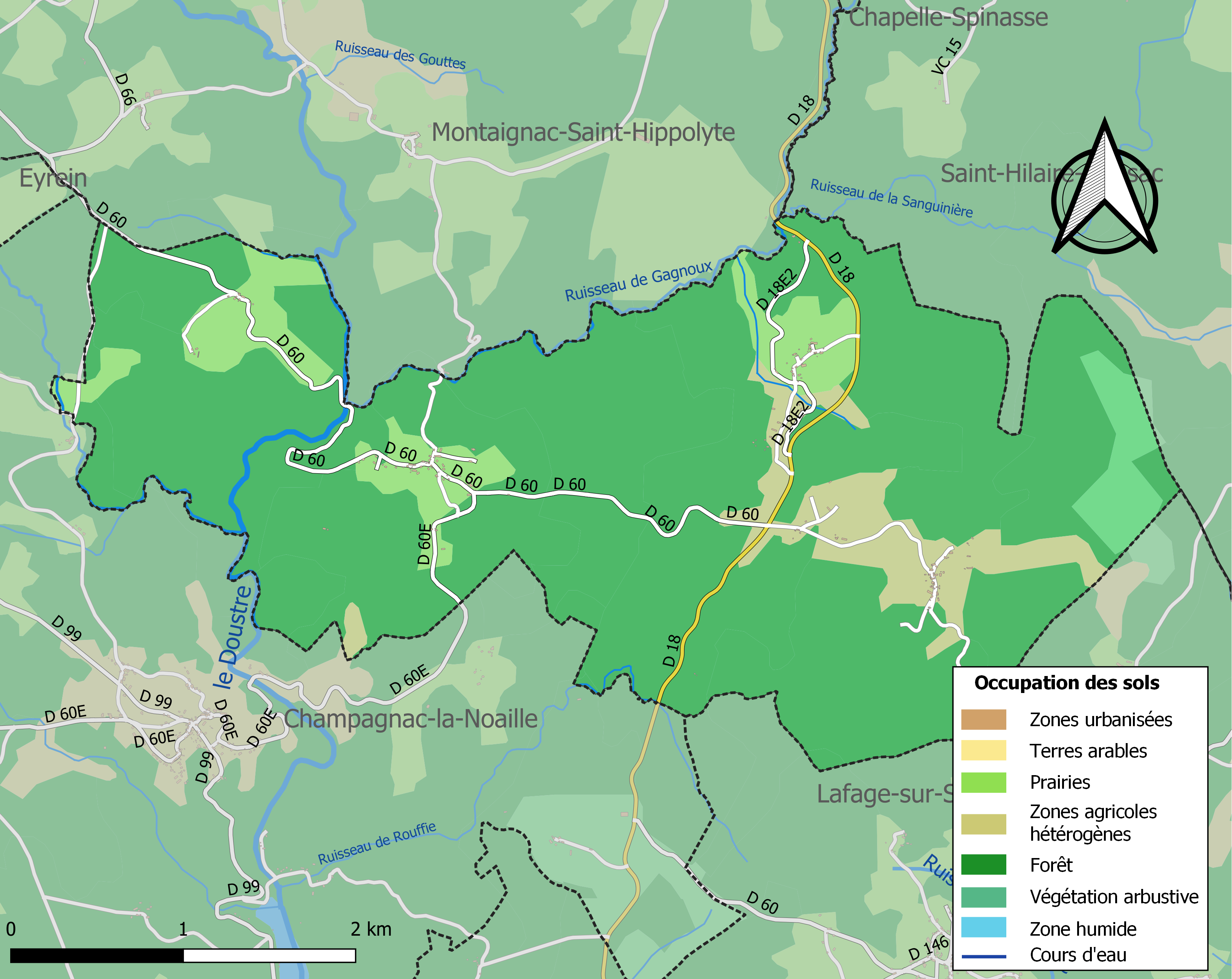
Carte des infrastructures et de l'occupation des sols de la commune en 2018 (CLC).

## Toponymie
Attestée sous la forme in manso de Jardetz en 1133.
Son nom serait issu de la racine francique gard, « épine ».

## Politique et administration

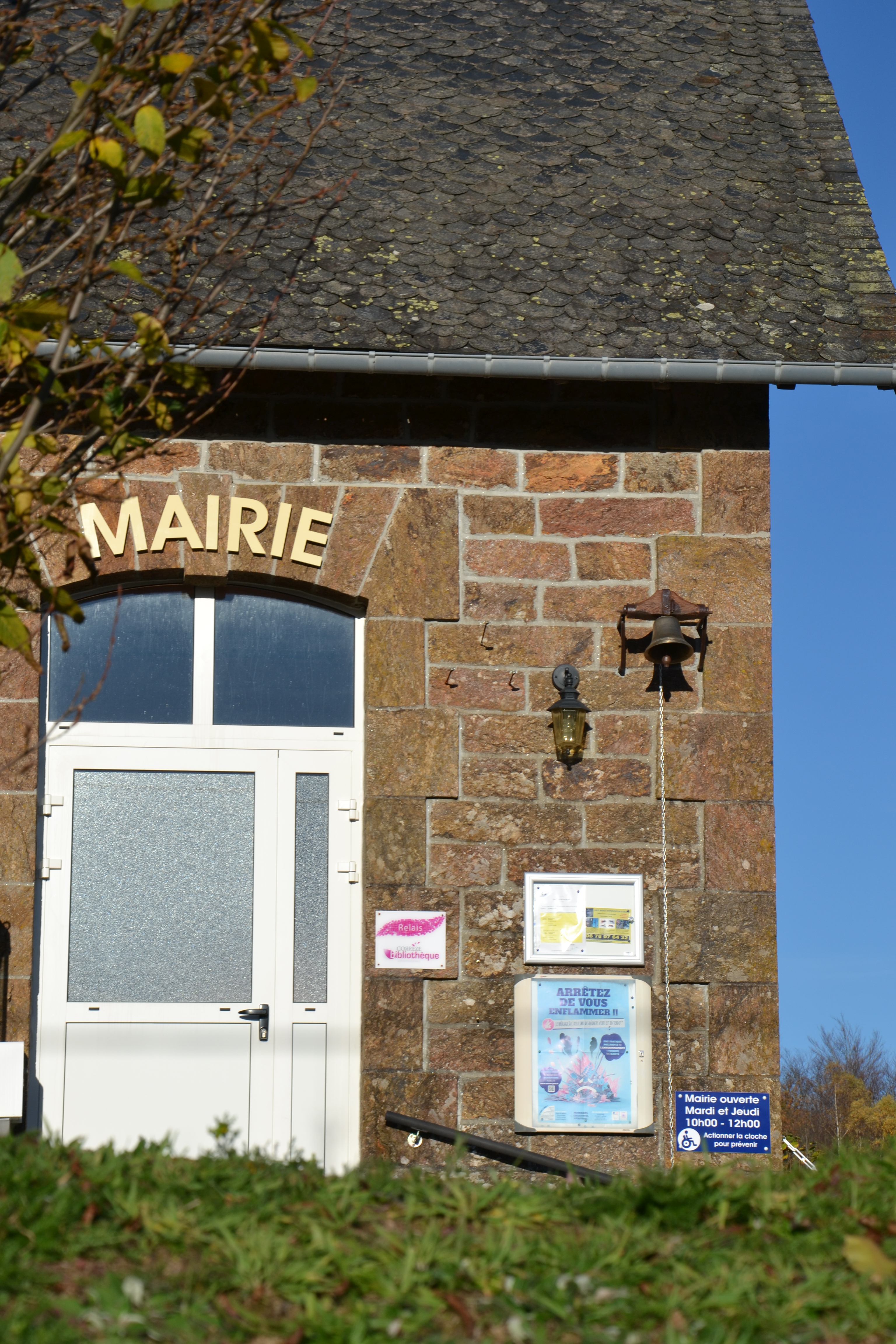
L'ancienne mairie.

| Période                                  | Période | Identité                | Étiquette | Qualité    |
| ---------------------------------------- | ------- | ----------------------- | --------- | ---------- |
| 1833                                     | 1841    | Antoine Chassagnard     |           |            |
| 1841                                     | 1844    | François Tautou         |           |            |
| 1844                                     | 1855    | François Longy          |           |            |
| 1855                                     | 1877    | Antoine Chassagnard     |           |            |
| 1877                                     | 1880    | Barthélémy Mas          |           |            |
| 1880                                     | 1901    | Antoine Chassagnard     |           |            |
| 1901                                     | 1911    | Pierre Clamadieu        |           |            |
| 1911                                     | 1917    | Barthélémy Mas          |           |            |
| 1917                                     | 1921    | Jean Vergnal            |           |            |
| 1922                                     | 1937    | Marcelin Tabailloux     |           |            |
| 1937                                     | 1977    | Vincent Deveaux         |           |            |
| 1977                                     | 2001    | Henri Bosche            |           |            |
| 2001                                     | 2014    | René Peyron             |           |            |
| 2014                                     | 2021    | Jean-François Gonçalves |           | Professeur |
| Les données manquantes sont à compléter. |         |                         |           |            |

## Démographie
| 1793 | 1800 | 1806 | 1821 | 1831 | 1836 | 1841 | 1846 | 1851 |
| ---- | ---- | ---- | ---- | ---- | ---- | ---- | ---- | ---- |
| 201  | 205  | 202  | 181  | 222  | 260  | 382  | 409  | 373  |

| 1856 | 1861 | 1866 | 1872 | 1876 | 1881 | 1886 | 1891 | 1896 |
| ---- | ---- | ---- | ---- | ---- | ---- | ---- | ---- | ---- |
| 299  | 310  | 325  | 310  | 326  | 275  | 302  | 307  | 312  |

| 1901 | 1906 | 1911 | 1921 | 1926 | 1931 | 1936 | 1946 | 1954 |
| ---- | ---- | ---- | ---- | ---- | ---- | ---- | ---- | ---- |
| 300  | 310  | 297  | 226  | 213  | 215  | 177  | 142  | 149  |

| 1962 | 1968 | 1975 | 1982 | 1990 | 1999 | 2004 | 2006 | 2009 |
| ---- | ---- | ---- | ---- | ---- | ---- | ---- | ---- | ---- |
| 125  | 85   | 79   | 65   | 71   | 75   | 73   | 73   | 79   |

| 2014 | 2019 | - | - | - | - | - | - | - |
| ---- | ---- | - | - | - | - | - | - | - |
| 86   | 77   | - | - | - | - | - | - | - |

## Lieux et monuments
- Église Saint-Côme-et-Saint-Damien du Jardin.

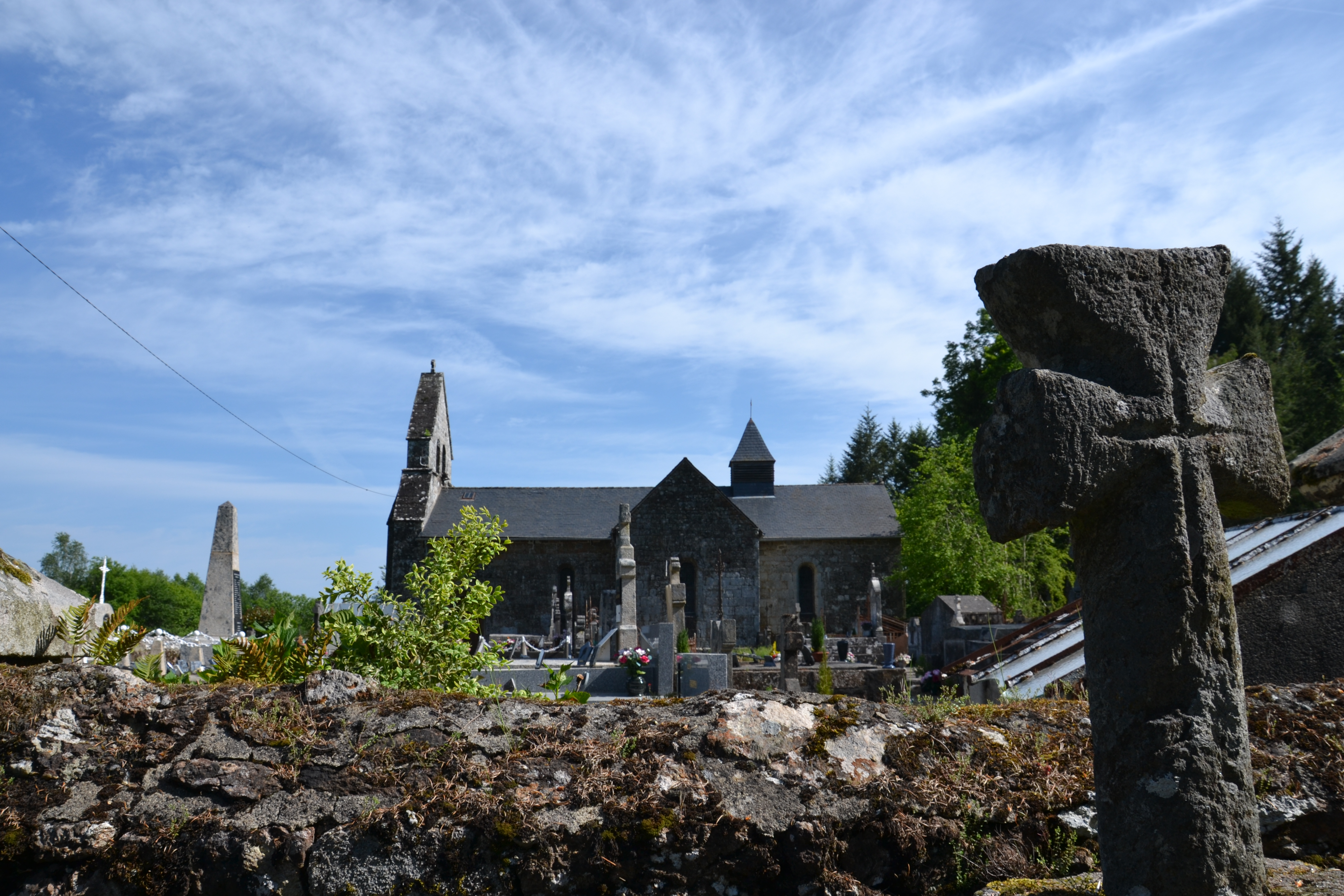
L'église.
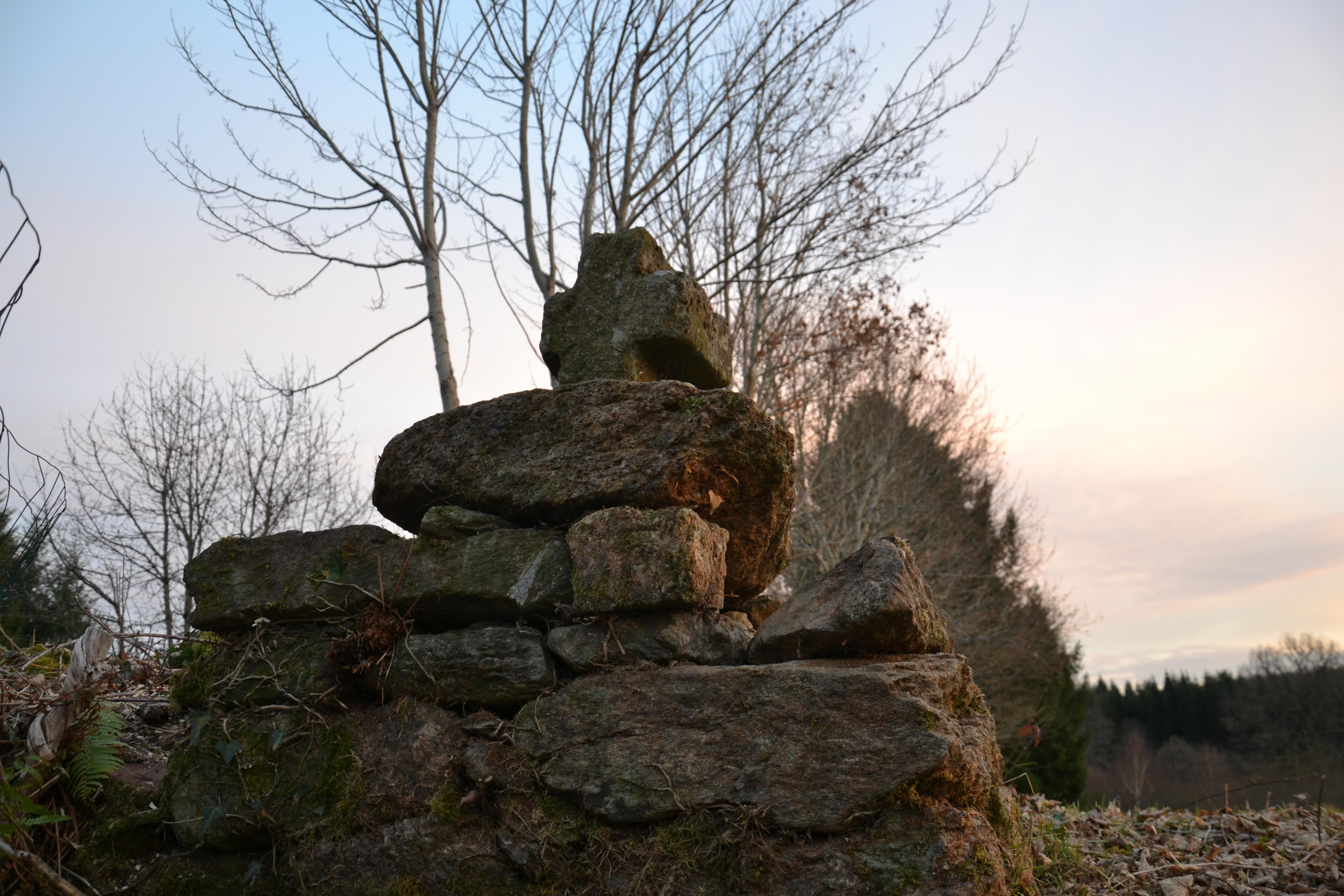
Croix.

## Héraldique
| Blason de Jardin (Le) | Blason  | Écartelé : d'or et de gueules, sur le tout échiqueté de gueules et d'or. |
| Blason de Jardin (Le) | Détails | Le statut officiel du blason reste à déterminer.                         |

## Pour approfondir